# День (газета, Одесса)
«День» — русско-еврейская еженедельная газета Российской империи.
Газета «День» выходила в городе Одессе с мая 1869 года до начала лета 1871 года, под редакцией С. С. Орнштейна. Ближайшее участие в её редактировании принимали также М. Г. Моргулис и И. Г. Оршанский. Издатели газеты — А. О. Цедербаум и  доктор философии А. И. Гольденблюм.
«День», объявив себя «органом русских евреев» и ставя себе целью следовать традициям газет «Рассвет» и «Сион», выходивших в Одессе за несколько лет до него, обращал, однако, значительно меньше внимания на обличение внутренней отсталости евреев и больше на борьбу за расширение их гражданских прав, вместе с эмансипацией проповедуя самое тесное единение с коренным населением.
Характерными для направления периодического печатного издания являются статьи Ильи Григорьевича Оршанского, касающиеся общественно-экономического и юридического положения русских евреев, позже почти целиком вошедшие в его две книги: «Евреи в России» и «Русское законодательство о евреях».
Участие Μ. Γ. Моргулиса проявилось в ведении постоянного обстоятельного отдела «Иностранной летописи» и в ряде статей. В газете «День» работали также Α. Ε. Ландау (писал под псевдонимом «Гамаббит»), помещавший постоянные «Петербургские письма», Э. Соловейчик, Л. О. Леванда («Очерки прошлого») и другие видные представители еврейской диаспоры.
Поводом для прекращения издания газеты «День» послужили еврейские погромы в Одессе в конце марта 1871 года, после которых Η. Γ. Оршанский на страницах этого органа настойчиво указывал одесскому еврейскому сообществу на его обязанность привлечь зачинщиков беспорядков к ответу.